# Badminton Savez Bosne i Hercegovine
Der Badminton Savez Bosne i Hercegovine (dt. Badmintonverband Bosnien und Herzegowinas) ist die oberste nationale administrative Organisation in der Sportart Badminton in Bosnien und Herzegowina. 

## Geschichte
Die Geschichte des Verbandes geht zurück auf die Gründung des jugoslawischen Badmintonverbandes 1968, in welchem jedoch Slowenien die führende Rolle innehatte. Nach dem Ende des gesamtjugoslawischen Verbandes und mehrerer zwischenzeitlicher Verbände wurde 2007 der nationale Verband Bosnien und Herzegowinas gegründet. Der Verband ist seit 2007 Mitglied in Badminton Europe und wurde kurz darauf ebenfalls Mitglied im Weltverband BWF.

## Bedeutende Veranstaltungen, Turniere und Ligen
- Einzelmeisterschaften
- Mannschaftsmeisterschaft
- Juniorenmeisterschaft

## Bedeutende Persönlichkeiten
- Brane Srdić, Präsident